# Сан-Роман, Мигель де
Мигель де Сан-Роман-и-Меса (исп. Miguel de San Román y Meza; 17 мая 1802, Пуно, — 3 апреля 1863, Лима) — перуанский военный и политический деятель, Великий маршал Перу (1828), в течение краткого времени с 24 октября 1862 по 3 апреля 1863 года был президентом Перу.

## Биография
Родился в городе Пуно 17 мая 1802 года. Его отец был полковником испанской армии, который пытался совершить переворот в 1802 году в Лиме, но был схвачен верными испанской короне войсками и казнён.
C 1822 года, с самого начала войны за независимость Перу Мигель де Сан-Роман сражался под командованием Симона Боливара, участвовал в решающем битве войны при Аякучо. С первых лет независимости Сан-Роман участвовал в становлении молодой республики, воевал под руководством Августина Гамарры и несмотря на поражение в битве при Ингави получил звание маршала. В 1854 году поддержал Рамона Кастилью в революции против президента Эченике, после победы революционеров был назначен военно-морским министром при правительстве Кастильи. В 1862 году был избран на пост президента Перу сроком на четыре года. За время его президентства была введена национальная перуанская валюта «Золотой соль» (исп. Sol de Oro), а также принята десятичная система исчисления мер и весов. Президентство Мигеля де Сан-Роман было недолгим, он скончался на своём посту 3 апреля 1863 года в Лиме. После его смерти Перу ненадолго возглавлял Рамон Кастилья.